# Петар Богавац
Петар Богавац (Савово код Студенице, 1870 – Краљево, 19. фебруар 1941) био је српски трговац, банкар, народни посланик, сенатор и добротвор.

## Биографија
Петар Богавац је рођен у селу Савово, у близини Студенице, 1870. године. У родном селу је завршио основну школу, а потом је у Краљеву наставио своје образовање, завршивши трговачку школу. Године 1890. основао је самостално трговачко предузеће. Поред трговине, бавио се и привредом, банкарством и политиком. Учествовао је у свим ратовима од 1912. до 1918. године. За народног посланика за Чачански округ први пут је изабран на листи радикала 1894. године. Мандат му је био обнављан све до 1908. године, када је одбио да даље обавља ову дужност. За председника општине у Краљеву биран је у два наврата, 1910. и 1920. године. Године 1921. био је поново народни посланик Чачанског округа, а поред тога био је и посланик у Уставотворној скупштини Краљевине СХС. Однео је апсолутне победе на изборима за народног посланика 1923, 1925. и 1927. године. Поново је изабран за народног посланика 1935. године у Жичком округу. Те године се кандидовао на листи Богољуба Јевтића. Године 1930. био је постављен на место банског већника, а 6. фебруара 1938. изабран је за сенатора Моравске бановине. Био је потпредседник Клуба народних посланика Југословенске радикалне заједнице и председник Среске организације ЈРЗ у Жичком срезу.
Био је члан Управног одбора Краљевске акционарске штедионице (1897), као и оснивач Краљевске привредне банке и њен председник 1912. године. Заједно са супругом успео је да спаси део имовине и документације Краљевске привредне банке током окупације Краљева у Првом светском рату. Године 1921. је постао председник Краљевске привредне банке, након њеног спајања са Краљевском акционарском задругом. Основао је лист Народна самоуправа. Помагао је рад краљевачког пододбора женског хуманитарног друштва Кнегиња Љубица. Био је у одбору Трговачке омладине у Краљеву, члан школског одбора Трговачке школе и један од оснивача Краљевачке задруге. Богавац је био и члан друштва Матарушка Бања, а управо захваљујући њему, као и проти Савтију Божићу, порезнику Милутину Веснићу, трговцу Светозару Буњаку и среском лекару Димитрију Антићу случајно октривено извориште топле воде богате сумпором крајем 19. века претворено је у лечилиште Матарушка Бања. Богавац је био и међу оснивачима Краљевског електричног акционарског друшва Ибар, основаног 1925, чији је циљ био да се у граду уведе електрично осветљење и доведе пијаћа вода.
За допринос у друштвеним пословима одликован је 1938. године од стране Краљевског намесништва Орденом Белог орла V реда. Богавац је преминуо 19. фебруара 1941. године у Краљеву.

## Задужбина Петра Богавца
У свом тестаменту, сачињеном 15. фебруара 1941, Богавац пише: „Стар сам 71 годину. Деце немам. Имам само жену Бисенију... Док сам још при чистој свести и здравом разуму, желим да учиним распоред своје имовине, на случај моје смрти што овим чиним." Оставио је знатна средства за изградњу школе и цркве, а Трговачкој омладини Краљева завештао је своју кућу у Улици цара Лазара, као и „салон и собу за рад са библиотеком". Богавчева кућа је изграђена 1923. године у стилу неокласицизма и необарока са елементима сецесије. Више од пола века након Богавчеве смрти његова кућа је била седиште разних омладинских организација и удржења. Ипак, како је рад оваквих организација почео да слаби, део здања је издаван у закуп приватним фирмама. Године 1997. Богавчева кућа је одузета од Општине краљево и додељена је на коришћење Секретаријату Министарства унутрашњих послова. Исте године скупштина општине Краљево донела је одлуку о оснивању Фондације Петар Богавац – Анђелко Савић, која обезбеђује средства за стипендирање сиромашних ученика.